# National Symphony Orchestra of Ukraine

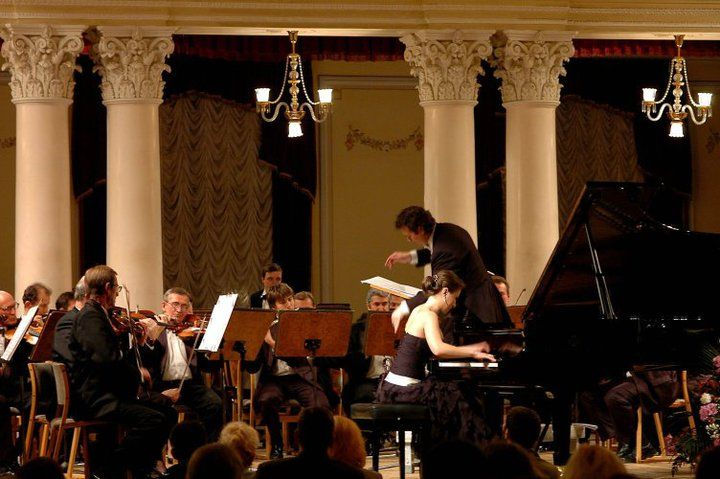
Concerto para Piano e Orquestra de Anna Kuzina-Rozhdestvenska interpretado pela Orquestra Sinfônica Nacional da Ucrânia e ela mesma (piano solo) regido por Volodymyr Sirenko na Sala de Concertos M. V. Lysenko da Filarmônica Nacional da Ucrânia (2007).

A Orquestra Sinfônica Nacional da Ucrânia (ucraniano: Національний Симфонічний Оркестр України)  é uma das principais orquestras da Ucrânia . 
Foi fundada em 1918, como Orquestra Sinfônica Estadual da Ucrânia. Nathan Rachlin dirigiu a orquestra de 1937 a 1962. Os diretores subsequentes incluem Stephan Turchak, Volodymyr Kozhukhar, Fyodor Glushchenko, Igor Blazhkov, o maestro americano Theodore Kuchar atualmente é o diretor artístico, enquanto o maestro chefe é Volodymyr Sirenko desde 1999. 
A orquestra estava em turnê em cidades dos Estados Unidos em 2017.  